# アントニー・シャルトー
アントニー・シャルトー（Anthony Charteau、1979年6月4日 - ）は、フランス、ナント出身の元自転車競技（ロードレース）選手。

## 経歴
2001年、ボンジュール（後のBbox ブイグテレコム → ヨーロッパカー）と契約を結んでプロ転向。
2005年
- カタルーニャ一周区間1勝（第6ステージ）

2006年、クレディ・アグリコルに移籍
- グランプリ・ド・プリュムレック＝モルビアン 2位
- ポリノルマンド 優勝。

2007年
- ツール・ド・ランカウイ区間1勝（第3）、総合優勝。
- パリ〜カマンベール 2位
- ツール・デュ・リムザン 総合3位

2008年、ケス・デパーニュに移籍。
- パリ〜ブールジュ 3位

2010年、実質的に古巣に戻る形で、Bbox ブイグテレコム（現 ヨーロッパカー）に移籍。
- ラ・トロピカル・アミサ・ボンゴ区間1勝（第4）、総合優勝。
- ツール・ド・フランスではマイヨ・ブラン・ア・ポワ・ルージュ（山岳賞）を獲得した。

2011年
- ラ・トロピカル・アミサ・ボンゴ 総合優勝
- ブークル・ド・ロルヌ 3位
- ルート・デュ・スュド 区間1勝（第2）

2012年
- ラ・トロピカル・アミサ・ボンゴ 総合3連覇達成。
- ルート・デュ・スュド 総合3位

2013年
- ツール・ド・ノルマンディー 区間1勝(第4)

2013年シーズン終了後、引退した。